# Dmitrij Piersin
Dmitrij Jewgienjewicz Piersin (ros. Дми́трий Евге́ньевич Пе́рсин; ur. 14 października 1963 w Nowosybirsku, zm. 26 grudnia 2009 w Moskwie) – rosyjski aktor, piosenkarz, kompozytor.

## Życiorys
Już od wczesnej młodości uprawiał sport, ale najbardziej uwielbiał turystykę górską. Jego pasja, pomogła mu dostać ciekawy przydział do obowiązkowej służby wojskowej. Udało mu się uzyskać miejsce w wojskach ochrony pogranicza na Kamczatce, co siłą rzeczy wiązało się z częstymi wędrówkami górskimi a tym samym pozwalało kontynuować pasje Dmitrija. Po odbyciu służby wojskowej zapisał się do Państwowej Szkoły Gospodarczej, po ukończeniu której zaczął pracować jako zastępca głównego księgowego w magazynie dywanów. W 1992 pracował jako menedżer w centrum Igora Matwijenka i równocześnie założył zespół muzyczny Numbers, z którym po kilku latach koncertowania nagrał album Ptaki i rozpoczął studia w Rosyjskiej Akademii Sztuki Teatralnej. W roku 1999 otrzymał jedną z głównych ról, w nigdy nieukończonym izraelskim filmie Trzy Kropki i dzięki temu został wpisany do bazy aktorów profesjonalnych, co zaowocowało późniejszymi angażami do filmu i teatru. Równocześnie pisał muzykę do filmów i teatru. Jego ulubionymi rodzajem sztuki i zarazem największym atutem była parodia. W 2005 roku wydał z zespołem drugi album zatytułowany Gdzie. Zagrał gangstera Artaka w trzeciej serii serialu Pitbull.
Zmarł po długiej chorobie, na guza mózgu, 26 grudnia 2009 w Moskwie. Został pochowany 30 grudnia 2009 na moskiewskim cmentarzu Trojekurowskim.

## Nagrody
Laureat Międzynarodowego Konkursu piosenki sztuki, poświęconego twórczości Włodzimierza Wysockiego (Warszawa, 1988).

## Filmografia

### Filmy
- 2010 – Spaleni słońcem 2 – Cytadela jako oficer NKGB
- 2009 – Serdtse vraga jako Titarenko
- 2008 – Boisko bezdomnych jako Mitro
- 2007 – Priklyucheniya soldata Ivana Chonkina jako Kapitan Miljaga
- 2007 – Yarik
- 2006 – Robak jako Oficer FSB
- 2003 – Antykiller II – Antyterroryści

### Seriale
- 2005–2008 – PitBull jako Artak